# Качулат ангъч
Качулатият ангъч (Tadorna cristata) е вид птица от семейство Патицови (Anatidae). Видът е критично застрашен от изчезване.

## Разпространение
Разпространен е в Република Корея и Русия.